# Marsdenia exellii
Marsdenia exellii är en oleanderväxtart som beskrevs av C. Norman. Marsdenia exellii ingår i släktet Marsdenia och familjen oleanderväxter. Inga underarter finns listade i Catalogue of Life.